# Antonio Julio de la Hoz
Antonio Julio de la Hoz (Barranquilla, Atlántico, Colombia; 1920 - Porlamar, Isla de Margarita, Venezuela; 16 de junio de 2010). Fue un futbolista y entrenador colombiano. Como futbolista se destacó en Independiente Santa Fe y en el Sporting de Barranquilla, además se destacó como técnico en el Unión Magdalena, equipo al que logró sacar campeón por primera vez en su historia en 1968.

## Trayectoria

### Inicios
Nacido en la ciudad de Barranquilla en el año 1921, Antonio Julio de la Hoz empezó a jugar al fútbol en el Sporting Club de su ciudad natal con el que jugó desde 1942 hasta 1947, y con el que se destacó, consiguiendo ser convocado para jugar con la Selección Colombia.

### Selección Colombia
Gracias a sus grandes actuaciones con el Sporting de Barranquilla, fue convocado para jugar con la Selección Colombia, con la que jugó en la Copa América 1945, la primera vez que Colombia participó en esta competición. En aquel año, fue figura y capitán de la selección.

### Independiente Santa Fe
Después de su paso por la Selección Colombia, se fue a jugar a Independiente Santa Fe. En el año 1948, se fundó la División Mayor del Fútbol Colombiano (Dimayor), y con ello se dio inicio al Fútbol Profesional Colombiano. Entre los equipos fundadores de la Dimayor, estuvo Independiente Santa Fe, equipo al que el barranquillero llegó a jugar en ese mismo año. Desde su llegada al conjunto cardenal, se volvió uno de los referentes, y jugó grandes partidos. Al final del año, Santa Fe se coronó como el primer campeón del Fútbol Profesional Colombiano, y entre los destacados estuvo de la Hoz además de Julio "Chonto" Gaviria, Hermenegildo Germán Antón, Jesús María "Gallego" Lires López, Rafael Humberto "Canoíta" Prieto y José Kaor Dokú entre otros.  En el equipo bogotano, jugó hasta finales del año 1949, cuándo dejó al club después de haber sido campeón y referente.

### Sporting de Barranquilla
Luego de haberse destacado y haber sido campeón del Fútbol Profesional Colombiano con Independiente Santa Fe de la ciudad de Bogotá, el volante regresó a su natal Barranquilla para jugar en el Sporting, donde se destacó de gran manera y se convirtió en una de las figuras del equipo, con el que jugó hasta parte del año 1953, año en el que el equipo desapareció.

### Cúcuta Deportivo
En 1953 pasó del Sporting de su ciudad natal al Cúcuta Deportivo, con el que jugó por un tiempo y se destacó.

### Carrera como entrenador

#### Regreso a Santa Fe
Después de su paso por el Cúcuta Deportivo el barranquillero regresó a Independiente Santa Fe; donde fue jugador y se retiró, para pasar a ser entrenador en 1954 en reemplazo del argentino Alfredo Cuezzo, empezando así su trayectoria de entrenador. En su primer año no obtuvo buenos resultados, pero dirigió nuevamente al equipo cardenal entre 1956 y 1957, consiguiendo mejores resultados.

#### Unión Magdalena
En el año 1960, de la Hoz llegó a entrenar al Unión Magdalena, equipo en el que tuvo buenos partidos como en la ocasión que derrotó a Millonarios 1-3 en Bogotá y cuándo le quitó el invicto a Independiente Santa Fe, que a la postre fue campeón, cuándo lo derrotó 4-2 en la ciudad de Santa Marta. Al final de aquel año, el equipo quedó décimo en el Campeonato Colombiano.

#### Selección Colombia Juvenil
Su primer éxito como entrenador fue cuando dirigió a la Selección Colombia juvenil junto al gran arquero Efraín "Caimán" Sánchez en el Sudamericano juvenil "Juventudes de América" del año 1964 que se disputó en Colombia, y en el que el anfitrión logró el subcampeonato y tuvo como figuras al volante bogotano Alfonso Cañón, a Julio Edgar Gaviria y a Hernando Piñeros entre otros.

#### Selección Colombia de Mayores
Gracias a sus éxitos con la Selección Colombia juvenil en el Juventudes de América, pasó a dirigir a la Selección Colombia de mayores en las eliminatorias a la Copa Mundial de Fútbol de 1966.

#### Regreso al Unión Magdalena
Después de su paso por la Selección Colombia, el barranquillero volvió a dirigir al Unión Magdalena en el segundo semestre de 1968, año en el que llevó al Ciclón Bananero al primer título de su historia, con una nómina con grandes jugadores como Aurelio Palacios, Eugenio Samaniego, José Quiñonez, Ramón "Moncho" Rodríguez, Alfredo Arango, Pablo Huguett, Wilson Pipico Barata dos Santos y Justo Ramón Sayas entre otros. En aquel año, el equipo samario jugó un gran fútbol y fue campeón del Torneo Apertura y al final del año derrotó al Deportivo Cali y se consagró como campeón del Fútbol Profesional Colombiano. Un año después, en 1969, dirigió al Unión en la Copa Libertadores de América y dejó al equipo a finales del apertura.

#### Fútbol Venezolano
Luego de haber tenido un exitoso paso por el Unión Magdalena, al que sacó campeón del Fútbol Profesional Colombiano y llevó a la Copa Libertadores, el estratega se fue a Venezuela; donde dirigió al Atlético Falcón en 1969, al Atlético Zamora en 1970 y al Estudiantes de Mérida en el año 1971 equipo del cual fue el primer técnico de su historia.

## Después del fútbol
Después de su retiro del fútbol, y de haber tenido una exitosa carrera tanto como jugador en Independiente Santa Fe y en el Sporting de Barranquilla, como técnico en el Unión Magdalena; el barranquillero se quedó viviendo en la Isla de Margarita en Venezuela, y padeció la enfermedad de Alzheimer y murió de un infarto el 16 de junio de 2010 en Porlamar.

## Clubes como jugador
| Club                        | País     | Año                   |
| --------------------------- | -------- | --------------------- |
| Sporting de Barranquilla    | Colombia | 1942-1947 y 1950-1953 |
| Club Independiente Santa Fe | Colombia | 1948-1949 y 1954      |
| Cúcuta Deportivo            | Colombia | 1953                  |
| Libertad de Barranquilla    | Colombia | N.S. N.R.             |

## Clubes como entrenador
| Club                          | País      | Año              |
| ----------------------------- | --------- | ---------------- |
| Club Independiente Santa Fe   | Colombia  | 1954 y 1956-1957 |
| Unión Magdalena               | Colombia  | 1960 y 1968-1969 |
| Selección Colombia Juvenil    | Colombia  | 1964             |
| Selección Colombia de Mayores | Colombia  | 1965             |
| Atlético Falcón               | Venezuela | 1969             |
| Atlético Zamora               | Venezuela | 1970             |
| Estudiantes de Mérida         | Venezuela | 1971             |

## Convocatoria a selecciones
| Selección          | Torneo       | Año  |
| ------------------ | ------------ | ---- |
| Selección Colombia | Copa América | 1945 |

## Palmarés

### Campeonatos nacionales
| Título           | Club            | País     | Año  |
| ---------------- | --------------- | -------- | ---- |
| Primera División | Santa Fe        | Colombia | 1948 |
| Primera División | Unión Magdalena | Colombia | 1968 |